# Інститутська, 10/1
Житлови́й буди́нок № 10/1 (колишній будинок Ради Народних Комісарів УРСР, будинок із ротондою) — будівля, розташована на Липках у Києві, на розі Інститутської і Банкової вулиць.
За визначенням дослідників, будівля одразу перетворилась на містобудівний акцент ділянки.
Наказом Міністерства культури і туризму України № 747/2/16-06 від 7 вересня 2006 року будівлю внесено до реєстру пам'яток архітектури місцевого значення (охоронний номер 405).
Після російської атаки 2025 року житловий будинок з 56 квартирами перебуває в аварійному стані.

## Історія ділянки

Проєкт житлового будинку на Липках

Садиба № 18, згодом 32 (за тогочасною нумерацією) належала колишньому командиру російського жандармського полку в Києві Ф. Трепову, який відзначився в придушенні Листопадового (1830—1831) і Січневого (1863—1864) повстань. На його замовлення на ділянці збудували особняк (сучасний будинок № 12).
22 березня 1876 р. садибу площею 0,22 гектар викупила Сара Бродська, дружина цукропромисловця Лазаря Бродського. Ділянка належала Бродським до 1918 року.

## Будівництво і використання

Вежа-ротонда

Ділянку для спорудження будинку Ради Народних Комісарів УРСР обрали на одній з найвищих місцин міста, на розі Інститутської й Банкової вулиць. Будівництво велося впродовж 1937—1941 років за проєктом архітекторів Дмитра Богуславського та Юрія Корбіна. Їм також належить проєкт житлового будинку працівників Наркомату внутрішньої торгівлі УСРР на Ярославовому Валу. 
1951 року провели реконструкцію будівлі під керівництвом Дмитра Богуславського. У цілому будинок зберіг свій первісний вигляд. Лише замінили вежу, карнизи, розети, поставили трикутні фронтони.
Перший поверх наріжжя займав гастроном.

## Пошкодження під час повітряної атаки на Київ

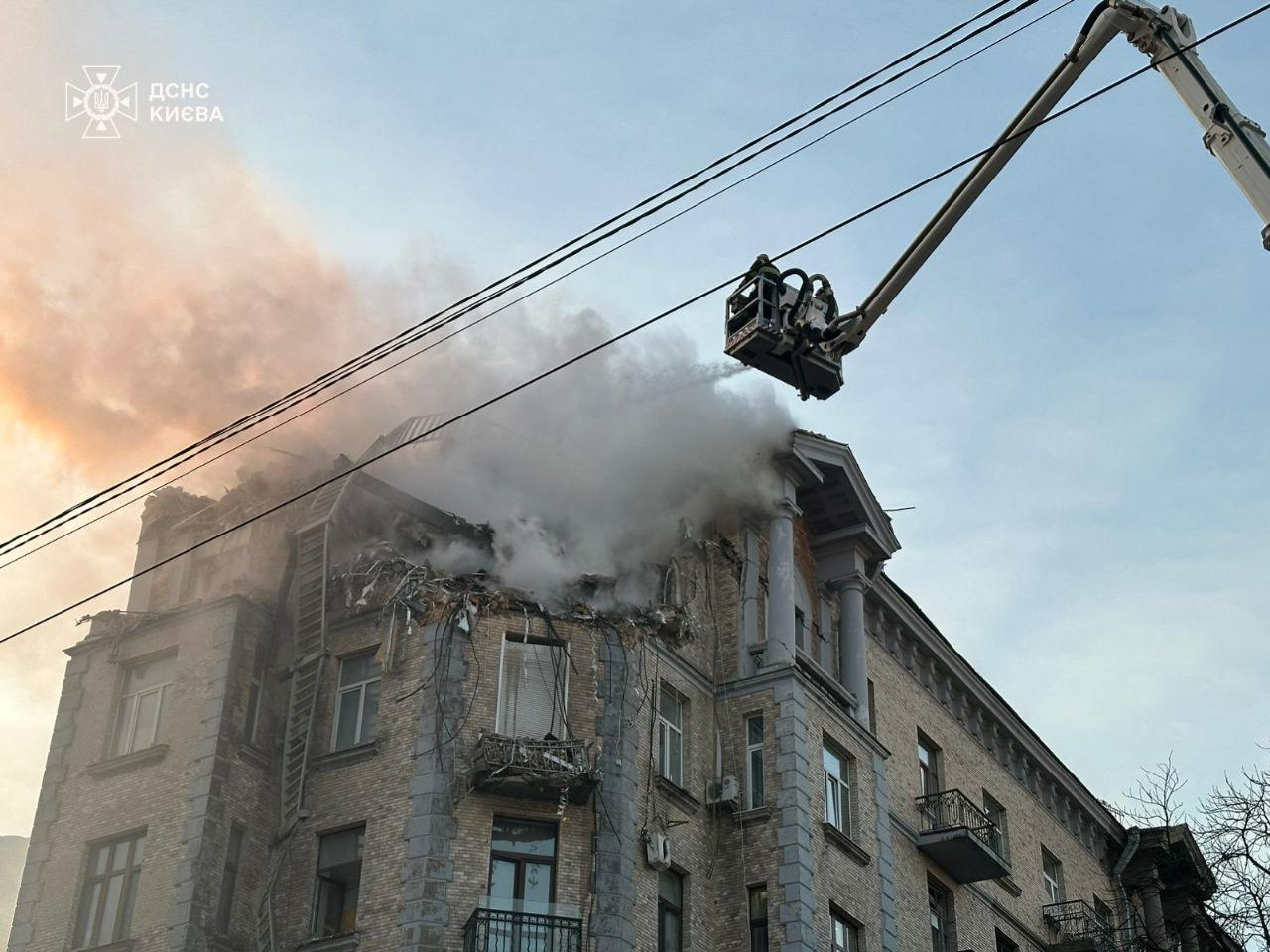
Пошкоджений будинок унаслідок ворожої атаки

Будинок зазнав пошкодження під час російсько-української війни. На новорічне свято, 1 січня 2025 року, росіяни атакували урядовий квартал чотирма ударними дронами. За повідомленням київського очільника Віталія Кличка, від уламків безпілотних летальних апаратів постраждав житловий будинок. Повністю зруйнована вежа-ротонда і частково два верхні поверхи. Рятувальники ДСНС і комунальної аварійно-рятувальної служби «Київська служба порятунку» ліквідували загоряння на четвертому та п'ятому поверхах площею 70 м2. У квартирі загинуло  
подружжя науковців: нейробіолог Ігор Зима та докторка біологічних наук Олеся Сокур. Унаслідок ворожої атаки на Київ того дня також було поранено семеро осіб, зокрема дві вагітні жінки.
Аварійно-рятувальні та невідкладні роботи з ліквідації наслідків російської атаки, до яких залучили 380 рятувальників і 117 одиниць техніки, тривали до 3 січня. Пожежу ліквідували. З-під завалів врятували чотирьох людей. Окрім того, зняли п'ять бетонних плит і вивезли понад 850 тон будівельного сміття. Заплановані протиаварійні та консерваційні роботи. 
Київська міська прокуратура відкрила кримінальне провадження за фактом скоєння воєнного злочину (ч. 1 ст. 438 КК України).
За повідомленнями СБУ та Офісу генпрокурора, затримано 27-річну російську агентку, яка 31 грудня 2024 року передала росіянам фотографії будівель держустанов із GPS-координатами.

## Архітектура

Вежа-ротонда у вигляді альтанки до зруйнування росіянами

Перед архітекторами стояло завдання акцентувати будинком найвідповідальніший вузол у важливому ансамблі урядових Липок і вписати його в наявну забудову. У 1930-х роках у кварталі виросла ціла низка яскравих споруд: на Банковій вулиці — будівля штабу Київського особливого військового округу (КОВО) архітектора Сергія Григор'єва, на Інститутській — житловий будинок КОВО (№ 15/5) архітектора Йосипа Каракіса, житловий будинок № 22/7, другий житловий будинок працівників Ради народних комісарів УРСР (№ 20/8) Сергія Григор'єва, надбудована будівля Державного банку (№ 9) за проєктом архітекторів Олександра Кобелєва й Валеріяна Рикова. 
На розі  Інститутської і Банкової вулиць планувалося зведення П-подібного в плані будинку, але Німецько-радянська війна завадила будівництву крила вздовж Інститутської вулиці. Як наслідок, вціліла від руйнування сусідня одноповерхова садиба 1871 року. Встигли завершити першу чергу — шестиповерхову, цегляну, Г-подібну в плані будівлю, в якій розпланували 142 дво- і трикімнатні квартири.
Будинок оформлений у стилі радянського неокласицизму. Він має два корпуси і наріжжя. Одне крило поставили на червоній лінії Банкової вулиці, а інше повернули в глибину ділянки. За визначенням критиків, автори таким чином позбавили будівлю «можливої нудності», яка виявилася б у разі простого «витягування» споруди уздовж вулиці. Композиція зв'язала перспективу вузької Банкової вулиці.
Наріжна частина увінчана ротондою зі шпилем, знищеною під час російської повітряної атаки 1 січня 2025 року. Фасади мають три яруси. Нижній двоповерховий цоколь облицьований бетонними брилами, які імітують рваний камінь. Портали оздоблені полірованим гранітом. Верхні цегляні яруси розділені поясом. Над входами нависають триповерхові еркери. Над ними розташовані балкони у вигляді портиків з колонами і виразними фронтонами.
До недоліків відноситься змішування різних за стильовими ознаками декоративних деталей, зокрема майолікових вставок з українським декором у граніті цоколя, барокових входів, класичних балясин і пальмет балконів і модернізованих ґрат парапетів. Також із будинком, що має важкий цоколь, контрастує легка вежа-ротонда. Зовні вона схожа на садову альтанку, яку, за словами критиків, «невідомі сили» ніби занесли на верх будівлі.